# A. Howard Company
A. Howard Company war ein US-amerikanischer Hersteller von Automobilen.

## Unternehmensgeschichte
Adam Howard stellte seit den 1880er Jahren Kutschen in Galion in Ohio her. 1911 versuchte er, mit der Howard Motor Car Company ins Automobilgeschäft einzusteigen, scheiterte aber, ohne ein Fahrzeug produziert zu haben.
Am 6. September 1916 gründete er die A. Howard Company in der gleichen Stadt. Dazu übernahm er seine Kutschenfirma. Er wurde Präsident, R. W. Johnson Vizepräsident und A. W. Monroe Sekretär und Schatzmeister. Im gleichen Jahr begann die Produktion von Automobilen. Der Markenname lautete Howard. 1917 endete die Produktion zunächst. 1919 wurde noch ein einzelnes Fahrzeug auf der New York Automobile Show präsentiert.
Weitere US-amerikanische Hersteller von Personenkraftwagen der Marke Howard waren: Howard Automobile Company aus New Jersey, Howard Automobile Company aus New York, Howard Motor Works, Howard Automobile Company aus Michigan, Central Car Company und Howard Motors Corporation.

## Fahrzeuge
Die Serienfahrzeuge von 1916 bis 1917 hatten einen Sechszylindermotor mit 50 PS Leistung. Das Fahrgestell hatte 305 cm Radstand. Der Aufbau war ein offener Tourenwagen. Der Neupreis betrug 1800 US-Dollar.
Das Fahrzeug von 1919 hatte ebenfalls einen Sechszylindermotor mit 50 PS Leistung. Er kam von der Supreme Motors Corporation. Auch dieses Fahrzeug war als Tourenwagen karosseriert. Es ist erhalten geblieben.